# Jezici Alžira
32.854.000 stanovnika, 14% govori berberske jezike; službeni je standardni arapski. Populacija slijepih 25,000. Broj individualnih jezika 18. Službeni (*) standardni arapski.
- Alžirski arapski jezik [arq] 20.400.000 (1996 Hunter).
- Alžirski saharski arapski jezik [aao] 100.000  (1996).
- alžirski znakovni jezik [asp]
- Arapski standardni jezik* [arb]
- Chenoua jezik [cnu] 76.300 (2007 U. Laval).
- Francuski jezik [fra] 111.000  (1993).
- Kabilski jezik (Kabyle) [kab] 2.540.000 (1995).
- Korandje jezik [kcy]
- Tachawit jezik [shy] 1.400.000 (1993).
- Tachelhit jezik [shi]
- Tagargrent jezik [oua] 5.000 (1995).
- Tamahaq, Tahaggart jezik [thv] 25.000 (1987).
- Centralnoatlaski tamazight jezik [tzm]
- Tamazight, Temacine jezik [tjo] 6.000 (1995).
- Tamazight, Tidikelt jezik [tia] 9.000 (1995).
- Tarifit jezik [rif]
- Taznatit jezik [grr] 40.000 (1995).
- Tumzabt jezik [mzb] 70.000 (1995).

## Vanjske poveznice
- Ethnologue (14th)
- Ethnologue (15th)